# Landesschülervertretung Steiermark
Die Landesschülervertretung Steiermark (LSV) ist die gesetzlich gewählte Vertretung aller Schüler der Steiermark. Sie besteht aus 30 Mitgliedern aus drei Schulartbereichen: der Allgemeinbildenden Höheren Schulen (AHS), der Berufsbildenden Schulen (BMHS) und der Berufsschulen (BS).
Sie wird am Ende des Schuljahres von den Schulsprechern des jeweiligen Schulartbereichs in der Steiermark gewählt.
Rechtsgrundlage ist das Schülervertretungengesetz, BGBl. Nr. 284/1990 in der geltenden Fassung.
Aufgabe der LSV ist es, die Anliegen der Schüler gegenüber der Politik zu vertreten. Die drei Landesschulsprecher sind automatisch Mitglied der Bundesschülervertretung (BSV). Auch die Abhaltung des „SchülerInnen im Parlament“ (SiP) fällt unter ihre Aufgaben. Beim SiP diskutieren steirische Schülervertreter über bildungspolitische Anträge; diese werden dann im Unterausschuss „Jugendlandtag“ des Landtags Steiermark behandelt.
Aktuell werden 30 von 30 Mandaten von der Schülerunion Steiermark gestellt. Im Schuljahr 2023/24 ist Felicitas Lackner (SU) AHS-Landesschulsprecherin, Luca Oliver Kober(SU) BMHS-Landesschulsprecher und Patrick Wolf (SU) BS-Landesschulsprecher.
Landesschulsprecher der letzten Jahre:
- 2023/24: AHS Felicitas Lackner (Schülerunion) | BMHS: Luca Kober (Schülerunion) | BS: Patrick Wolf (Schülerunion)
- 2022/23: AHS Michelle Isop (Schülerunion) | BMHS: Luca Heuserer (Schülerunion) | BS: Marcel Ehweiner (Schülerunion)
- 2021/22: AHS Miriam Schmigelski (Schülerunion) | BMHS: Fatih Bektas (Schülerunion) | BS: Leonie Danklmeier (Schülerunion)
- 2020/21: AHS Mira Debelak (Schülerunion) | BMHS: Fabian Zink (Schülerunion) | BS: Puya Ghasemi (Schülerunion)
- 2019/20: AHS Fabio Strobl (Schülerunion) | BMHS: Lea Müller | BS: Dominik Jug
- 2018/19: AHS Martin Kohlmayer (Schülerunion) | BMHS: Christoph Pail (Schülerunion)
- 2017/18: AHS Thaddäus Görger | BMHS: Sebastian Lechmann (Schülerunion) | BS: Benjamin Graf
- 2016/17: AHS Felix Pressler | BMHS: Misheel Ariun